# Чужая среди нас
«Чужая среди нас» (англ. A Stranger Among Us) — кинофильм, известный также под именем «Незнакомка среди нас»

## Сюжет
Эмили Иден — полицейская Бруклина. В среде ортодоксов хасидов еврейского района Нью-Йорка пропал молодой человек Якоб Клаусман и произошла кража партии огранённых алмазов. Ни раввин, ни другие члены общины не подозревают Якоба в воровстве и бегстве; и то, и другое противоречит законам жизни хасидских евреев.

## Награды и номинации
- Каннский кинофестиваль (номинация на Золотую пальмовую ветвь, 1992 год).
- Золотая малина (1993 год)
  - Худшая женская роль второго плана (номинация, Трэйси Поллан)
- Fantasporto (номинация на «Лучший фильм», 1993)

## В ролях
- Мелани Гриффит
- Эрик Тал
- Трейси Поллан
- Миа Сара
- Джеймс Гандольфини
- Ли Ричардсон
- Джон Пэнкоу
- Джейми Шеридан
- Дэвид Маргулис
- Джейк Уэбер
- Крис Латта